# Centro Psicogeriátrico San Francisco Javier
El Centro Psicogeriátrico San Francisco Javier, antaño conocido como Manicomio Vasco-Navarro, es un hospital situado en la ciudad española de Pamplona.

## Descripción
La obra, que corrió a cargo del arquitecto Máximo Goizueta , comenzó en 1891 y no se concluyó hasta 1899. En la Guía del viajero en Pamplona (1904) de Fernando de Alvarado, lo que entonces se conocía como Manicomio Vasco-Navarro se describe con las siguientes palabras:

Está situado en jurisdicción de Pamplona, en una superficie de 218.677 metros, lindando al Sur con la carretera de Villava á la estación del ferrocarril; al N. con camino vecinal de los Berrios á Villava; al O. con camino vecinal de Pamplona a Azoz, y al E. con camino facería de Pamplona y Burlada a Azoz. Consta de 25 edificios ó pabellones aislados entre sí, comunicados por amplias galerías, algunas de las cuales tiene 270 metros de longitud. El proyecto fué del arquitecto D. Máximo Goizueta, bajo cuya dirección de han ejecutado las obras, que comenzaron en Junio de 1891 y terminaron en Agosto de 1899, ascendiendo su coste á unos seis millones de reales, para lo cual contribuyó el Ayuntamiento de Pamplona con 250.000 pesetas. Débese este suntuoso edificio á la caridad del piadoso navarro D. Fermín Daoiz y Argaiz, fallecido en Madrid en 28 de Diciembre de 1873, y cuyos restos fueron conducidos al panteón construído en la capilla del edificio en 13 de Diciembre de 1903, en que se hizo cargo del Manicomio la Diputación de Navarra.
(Alvarado, 1904, p. 89)

A la muerte de Fermín Daoiz y Argaiz, director de la institución, esta pasó a estar bajo el control de la Diputación Foral de Navarra. Como Centro Psicogeriátrico San Francisco Javier, sigue funcionando como hospital de día para ancianos que padecen enfermedades mentales, con hasta dos centenares de plazas.